# ブーリン家の姉妹
『ブーリン家の姉妹』（ブーリンけのしまい、The Other Boleyn Girl）は、フィリッパ・グレゴリーの小説。
アン・ブーリンとメアリー・ブーリン姉妹の愛憎劇を描く。アンを姉とし、姉妹の海外宮廷での経歴をなかったことにし、メアリーの視点から書いている。

## 映像化
- ブーリン家の姉妹 (テレビ映画) - 2003年BBC制作のテレビ映画。ジョディ・メイがアンを、ナターシャ・マケルホーンがメアリーを演じた。
- ブーリン家の姉妹 (映画) - 2008年公開のイギリス映画。ナタリー・ポートマンがアンを、スカーレット・ヨハンソンがメアリーを演じた。

## 書誌情報
集英社文庫より加藤洋子の翻訳で発行
- ブーリン家の姉妹　The Other Boleyn Girl 2001
  - 上巻：ISBN 978-4-08-760560-0、下巻：ISBN 978-4-08-760561-7
- ブーリン家の姉妹2 愛憎の王冠　The Queen's Fool 2003
  - 上巻：ISBN 978-4-08-760587-7、下巻：ISBN 978-4-08-760588-4
- ブーリン家の姉妹3 宮廷の愛人　The Virgin's Lover 2004
  - 上巻：ISBN 978-4-08-760610-2、下巻：ISBN 978-4-08-760611-9
- 未翻訳　The Constant Princess 2005
- ブーリン家の姉妹4 悪しき遺産 The Boleyn Inheritance 2006
  - 上巻：ISBN 978-4087606300、下巻：ISBN 978-4087606317
- 未翻訳　The Other Queen 2008